# Фадиль Вокри (стадион)
Стадион «Фадиль Вокри» (алб. Stadiumi Fadil Vokrri, сербохорв. Stadion Fadilj Vokri / Стадион Фадиљ Вокри) — многофункциональный стадион, расположенный в городе Приштине. Вместимость стадиона составляет около 16 000 зрителей. Стадион является домашней ареной футбольного клуба «Приштина», также на нём проводит свои домашние матчи сборная Косова.
Стадион появился в 1922 году и принимал у себя матчи Первой лиги Югославии с 1983 года, когда «Приштина» добилась выхода в главную футбольную лигу Югославии. После окончания Косовской войны стадион был реконструирован. В декабре 2007 года американский рэпер 50 Cent дал концерт на стадионе, за которым наблюдали около 30 000 зрителей. Впоследствии на стадионе дали концерты американский рэпер Snoop Dogg и итальянский певец Эрос Рамаццотти.
До 2018 года назывался просто Городским стадионом Приштины (алб. Stadiumi i Qytetit, серб. Градски стадион/Gradski stadion). 9 июня 2018 года, в день смерти югославского футболиста и президента федерации футбола Косова Фадиля Вокри, стадион был переименован в его честь.